# Gösta Langenfelt
Per Gösta Lars Magnus Langenfelt, född 25 september 1888 i Örebro, död 21 april 1965 i Stockholm, var en svensk språkvetare, skolman och författare.
Gösta Langenfelt var som till kamrern Per Gustaf Langenfelt. Han avlade mogenhetsexamen i Linköping 1907 och studerade därefter vid Uppsala universitet där han blev filosofie kandidat 1913, filosofie licentiat 1916 och 1920 filosofie doktor efter att ha disputerat med avhandlingen Toponymics or Derivations from Local Names in English. Langenfelt var 1907–1914 anställd vid Statens järnvägar och kom 1917 till Utrikesdepartementet. 1918 blev han konsul i Samara och fick samma år Statens handelskommissions uppdrag till Ukraina och tjänstgjorde även som generalkonsul i Moskva. Langenfelt, som från 1911 tillhörde Sveriges socialdemokratiska arbetarparti, biträdde i socialiseringsnämnden 1920 och medarbetade 1920–1923 i Social-Demokraten. 1927–1932 var han souschef i Svensk-Internationella pressbyrån. Han var 1923–1927 lärare i nordiska språk vid universitetet i Berlin och utnämndes 1932 till lektor i engelska och franska vid läroverket i Ystad och 1937 till lektor i samma ämnen vid Bromma läroverk. Langenfelt var 1921–1923 medlem av folkskoledirektionen och sekreterare i Stockholms namnberedning samt 1934–1937 ledamot av stadsfullmäktige i Ystad. Langenfelts vetenskapliga produktion föll främst inom ortnamnsforskningen, och han utgav förutom doktorsavhandlingen bland annat Origin of Tribal Names (i Anthropos 1919–1920), Die Literatur des britischen Kolonialreiches (i Englische Studien 1926–1927), John Bull & Co (1931), Select studies in colloquial English of the Late Middle Ages (1933), A Garland of English Poetry (1937), Namnproblem i de svenska städerna (1939), Brittiska brottstycken (1944) och Officersjargong och manskapsslang i Sverige 1645–1945 (1947). Dessutom skrev han politiska artiklar och reseskildringar. Langenfelt är gravsatt på Bromma kyrkogård.